# Gvineja Bisau
Gvineja Bisau je država u zapadnoj Africi. Na zapadu izlazi na Atlantski ocean, a graniči sa Senegalom na sjeveru i Gvinejom na istoku i jugu. Teritorij uključuje i obližnje otočje Bijagós.

## Zemljopis
Gvineja Bisau na sjeveru graniči sa Senegalom, na istoku i jugu s Gvinejom, a na zapadu je Atlantski ocean. Državnom području pripadaju i otoci Bijagós, koji se nalaze neposredno ispred obale.
Zemlja je uglavnom nizinska. Močvarnim zemljištem prožeta obalna nizina uz Atlantski ocean bogata je zaljevima koji prodiru duboko u unutrašnjost zemlje. Središnja zaravan ispresijecana je s nekoliko rijeka od kojih je najdulja rijeka Corubal. Zbog maloga nagiba tla rijeke na svojemu putu do Atlantskoga oceana oformile su brojne meandre. Najveća visinska kota u zemlji mjeri oko 300 metara nadmorske visine i nalazi se na istoku u blizini granice s Gvinejom. Riječ je o ogranku gorja Fouta Djalon, koje se dovde proteže iz Gvineje.

## Povijest
U kolonijalno doba ova se zemlja zvala Portugalska Gvineja. Portugalci su nakon svoga dolaska, 1446. zemlju koristili kao središte za trgovinu robovima. Pošto je bila povezana s portugalskim Zelenortskim otocima, skupinom otoka na zapadu, godine 1879. postala je posebna kolonija. 
Zemlja je, za razliku od svojih susjeda, od 1963. do 1974. vodila rat za neovisnost, a poslije odlaska Portugalaca oslobodilački pokret PAIGC (Afrička stranka za neovisnost Gvineje i Zelenortskih Otoka) zadržao je politički monopol sve do 1999. s povremenim uplitanjem vojske. Prvi predsjednik je bio Luis Cabral. Od planova za ujedinjenje sa Zelenortskom Republikom odustalo se 1980. nakon što je mirnim državnim udarom vlast preuzeo João Bernardo Vieira koji je i pobijedio na prvim slobodnim predsjedničkim izborima 1994. Vieira je smijenjen 1999. poslije jednogodišnjeg krvavog građanskog rata u kojem mu je protivnik bio načelnik glavnog stožera vojske Ansumane Mané. Drugi, u siječnju 2000. slobodno izabrani predsjednik Kumba Iala također je smijenjen u državnom udaru 2003. Posljednji državni udar dogodio se u travnju 2010. godine kada je uhićen premijer Carlos Gomes Junior.

## Gospodarstvo
Gvineja Bisau je jedna od najsiromašnijih zemalja Afrike i svijeta. Poljoprivreda je glavna gospodarska grana, a izvozi se indijski oraščić i kikiriki. Osim tih grana također se gospodarstvo bavi i proizvodnjom kokosa, pamuka, ribarstvom i proizvodnjom drva. Poznato je i postojanje zaliha nafte, ali se još uvijek ne iskorištava. BDP je u 2004. bio 700 USD po stanovniku, mjereno po PPP-u.

## Stanovništvo
Zemlja ima 1.442.029 stanovnika (2006.)[nedostaje izvor], od čega su 1 % bijelci ili mulati, a 99 % crnci. Od afričkih naroda većinu čine narodi Balanta (30 %) i Fula (20 %). Osim njih u Gvineji Bisau živu i narodi Manjaca (14 %), Mandinga (13 %) i Papel (7 %). Što se tiče religije većina građana je sklona poganskim vjerovanjima (65 %), a ostali čine muslimani (30 %) i kršćani (5 %). Obrazovanost iznosi samo 42,4 %. Većina radno sposobnih stanovnika je zaposleno u primarnom sektoru.

## Unutarnje poveznice
- Putovnica Gvineje Bisau

## Vanjske poveznice
- Missions Atlas Project Area of the World Country (Gvineja Bisau)  Arhivirana inačica izvorne stranice od 19. kolovoza 2011. (Wayback Machine)

- Velika enciklopedija zemalja